# Ahmad Saad
Ahmad Saad (hebrejsky: אחמד סעד, Achmad Sa'ad, arabsky: أحمد سعد) byl izraelský politik a poslanec Knesetu za alianci Chadaš-Balad a stranu Chadaš.

## Biografie
Narodil se 25. listopadu 1945. Získal doktorát z ekonomie na Leningradské státní univerzitě. Pracoval jako ekonom. Hovořil arabsky, anglicky a rusky. Patřil do komunity izraelských Arabů.

## Politická dráha
Byl členem vedení strany Chadaš a komunistické strany. Vedl Tumas Institute for Social & Political Research v Haifě, angažoval se v organizacích na obhajobu zájmů izraelských Arabů a Palestinců. Vydal devět knih o izraelsko-arabském konfliktu a ekonomii. Publikoval v listu al-Ittihad.
V izraelském parlamentu zasedl po volbách v roce 1996, v nichž kandidoval za alianci Chadaš-Balad. Ta se během funkčního období rozpadla a Sa'ad přešel do samostatného klubu strany Chadaš. Zasedl ve výboru House Committee a finančním výboru. Zemřel 20. dubna 2010.